# Eleição presidencial nos Estados Unidos em 1940
A eleição presidencial dos Estados Unidos de 1940 foi a trigésima-nona eleição presidencial do país, realizada na terça-feira, 5 de novembro de 1940. A eleição foi contestada à sombra da Segunda Guerra Mundial (na Europa), quando os Estados Unidos estavam saindo da Grande Depressão. O então presidente Franklin D. Roosevelt (FDR), democrata, derrotou o empresário republicano Wendell Willkie quebrando uma tradição e sendo reeleito para um terceiro mandato, que se tornou uma questão importante. A passagem posterior da 22ª Emenda da Constituição dos Estados Unidos em 1947 torna esta eleição a única ocasião na história americana em que um candidato foi eleito para um terceiro mandato como presidente (Roosevelt foi eleito para um quarto mandato em 1944, mas ele morreu menos de quatro meses depois de sua posse).
Roosevelt não fez campanha aberta pela renomeação, mas ele e seus aliados procuraram neutralizar os desafios de outros líderes partidários, como James Farley e o vice-presidente John Nance Garner. A Convenção Nacional Democrata de 1940 re-nomeou Roosevelt na primeira votação, enquanto Garner foi substituído na chapa pelo Secretário de Agricultura Henry A. Wallace. Willkie, derrotou o senador conservador Robert A. Taft e o promotor Thomas E. Dewey na sexta votação presidencial da Convenção Nacional Republicana de 1940.
Roosevelt, consciente do sentimento isolacionista forte no país, prometeu que não haveria envolvimento em guerras no estrangeiro se ele fosse reeleito. Willkie conduziu uma campanha enérgica e conseguiu reviver a força dos republicanos em áreas do Centro-Oeste e Nordeste. No entanto, Roosevelt liderou todas as pesquisas pré-eleitorais e obteve uma vitória confortável, embora suas margens tenham sido menos decisivas do que em 1932 e 1936. Ele manteve seu forte apoio de sindicatos, máquinas políticas urbanas, eleitores de minorias étnicas e democratas tradicionais.

## Processo eleitoral
A partir de 1832, os candidatos para presidente e vice começaram a ser escolhidos através das Convenções. Os delegados partidários, escolhidos por cada estado para representá-los, escolhem quem será lançado candidato pelo partido. Os eleitores gerais elegem outros "eleitores" que formam o Colégio Eleitoral. A quantidade de "eleitores" por estado varia de acordo com a quantidade populacional do estado. Em quase todos os estados, o vencedor do voto popular leva todos os votos do Colégio Eleitoral.

## Candidatos

### Partido Democrata

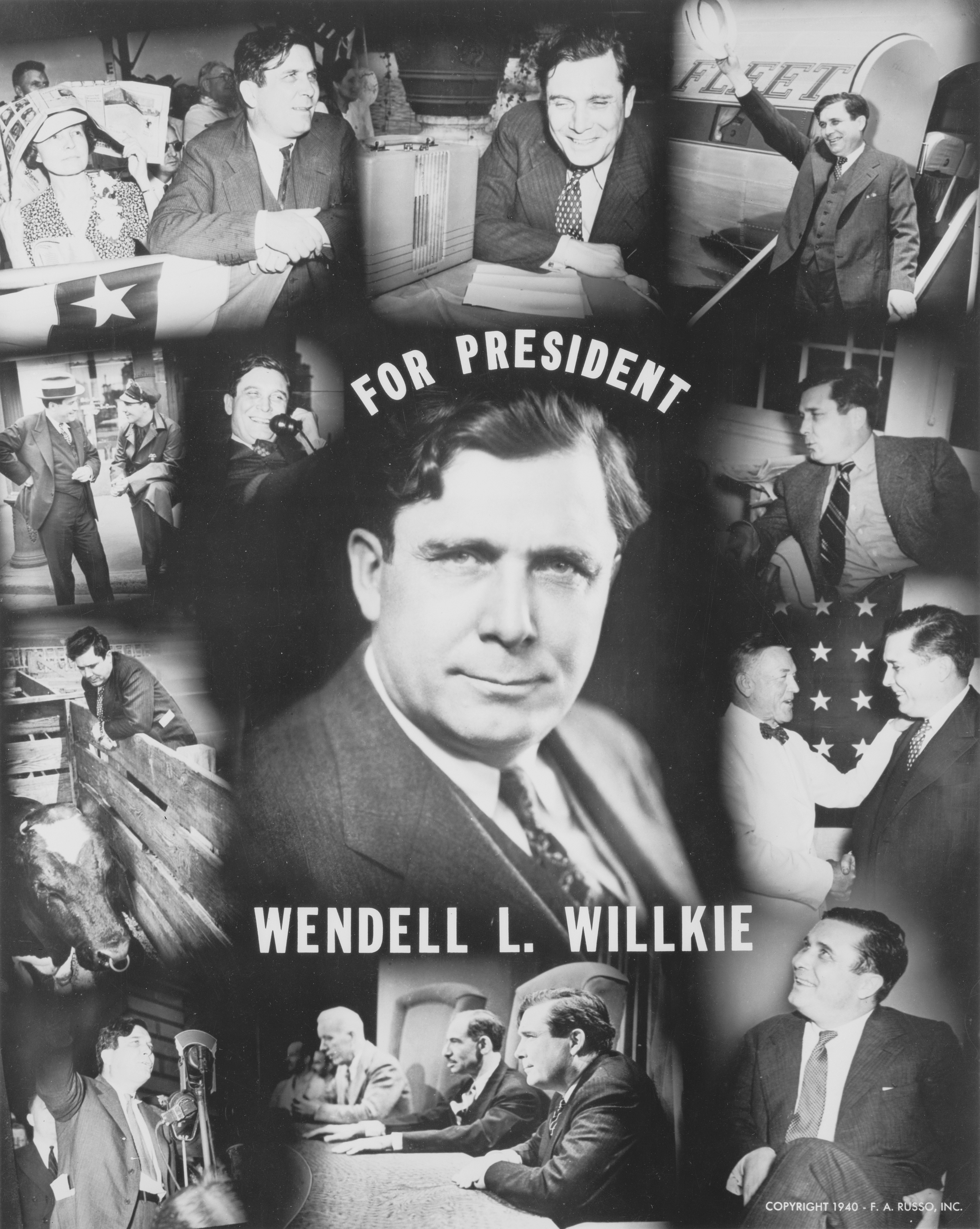
Cartaz de campanha de Wendell Willkie de 1940.

Durante todo o inverno, primavera e verão de 1940, houve muitas especulações sobre se Franklin D. Roosevelt (FDR) iria quebrar uma longa tradição e iria correr para um terceiro mandato. A tradição de dois mandatos, embora ainda não consagrados na Constituição, tinha sido estabelecida pelo presidente George Washington, quando ele se recusou a concorrer a um terceiro mandato em 1796. Alguns ex-presidentes de dois mandatos (Ulysses S. Grant e Theodore Roosevelt), sem sucesso haviam tentado um terceiro mandato. Como a Alemanha nazista varreu a Europa Ocidental e ameaçou o Reino Unido na primavera e verão de 1940, Roosevelt decidiu que somente ele tinha a experiência e as habilidades necessárias para ver o país com segurança através da ameaça nazista. Ele foi auxiliado por chefes políticos do partido, que temiam que nenhum democrata, exceto Roosevelt poderia derrotar Willkie. FDR venceu a re-nomeação para o terceiro mandato com 947 votos contra 73 de James Farley, e a 77 de outros.
A convenção foi realizada entre 15 e 18 de julho em Chicago. John Nance Garner era um conservador do Texas que se voltou contra FDR em seu segundo mandato, devido à sua política econômica liberal e social. Como resultado, FDR decidiu escolher um novo companheiro de chapa, que foi Henry A. Wallace, seu secretário de Agricultura e um liberal sincero. Wallace foi veementemente contestado por muitos dos conservadores do partido, que achavam que ele era muito radical e "excêntrico" em sua vida privada (ele praticou crenças espirituais da Nova Era, e muitas vezes consultou-se com o polêmico guru russo Nicholas Roerich) para ser um eficaz companheiro de chapa. No entanto, FDR insistiu para que ele fosse incluído. Wallace ganhou a nomeação à vice-presidência por um voto de 626 contra 329 para o presidente da Câmara William B. Bankhead, e a 100.5 de outros.
|                                      | Franklin D. Roosevelt                                          | Henry A. Wallace |
| para Presidente                      | para Vice-Presidente                                           |                  |
|                                      |                                                                |                  |
| 32º Presidente dos EUA (1933 - 1945) | 11º Secretário da Agricultura dos Estados Unidos (1933 - 1940) |                  |

### Partido Republicano
A convenção republicana foi realizada na Filadélfia entre 24 e 28 de junho. Franklin Roosevelt foi criticado por "marchar em direção a um governo de um homem." No início, nenhum dos 10 candidatos a presidente tinha o controle substancial sobre os delegados. O advogado de Nova Iorque Thomas E. Dewey, manteve a liderança no começo, com o senador Robert A. Taft terminando em segundo e Wendell Willkie terminando em terceiro. Willkie nunca antes tinha concorrido a um cargo público, tinha construído uma reputação como um adversário difícil para projetos públicos do poder de Roosevelt. Dewey perdeu apoio logo, e a disputa ficou entre Taft e Willkie. A mudança de votos de Michigan para Willkie na sexta votação, depois resultou em sua vitória. A plataforma republicana adotada na convenção criticou a extensão do poder federal em detrimento da iniciativa privada.
|                                                     | Wendell Willkie                                    | Charles L. McNary |
| para Presidente                                     | para Vice-Presidente                               |                   |
|                                                     |                                                    |                   |
| Presidente da Commonwealth & Southern (1933 - 1940) | Líder partidário do Senado (1933-1940 e 1941-1944) |                   |

## Resultados

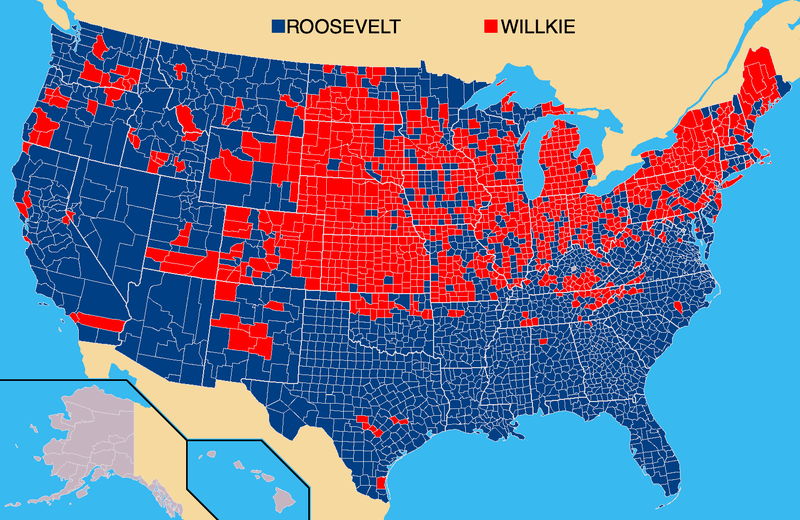
Por condados:
Franklin D. Roosevelt
Wendell Willkie

Roosevelt liderou em todas as pesquisas de opinião pré-eleitorais por várias margens. No dia da eleição - 5 de novembro de 1940, ele recebeu 27,3 milhões de votos contra 22,3 milhões de Willkie e no Colégio Eleitoral derrotou Willkie por uma margem de 449 a 82. Willkie conseguiu mais de seis milhões de votos do que o candidato republicano em 1936, Alf Landon, e ele corria forte em áreas rurais no meio-oeste americano, assumindo 57% dos votos nesses locais. Enquanto isso, Roosevelt liderava em todas as cidades americanas com uma população de mais de 400.000 pessoas, exceto Cincinnati, Ohio. Das 106 cidades com mais de 100.000 habitantes, ele obteve 61% dos votos; no sul dos Estados Unidos como um todo, ele ganhou 73% do total de votos. No restante do país (a zona rural e a pequena cidade do norte dos Estados Unidos), Willkie tinha uma maioria de 53%. Nas cidades, havia um diferencial de classe, com os eleitores do colarinho branco e da classe média apoiando o candidato republicano, e os trabalhadores de classe trabalhadora indo para o democrata. No Norte, Roosevelt ganhou 87% dos votos dos judeus, 73% dos católicos e 61% dos demais, enquanto todas as principais denominações protestantes se mostraram favoráveis a Willkie.
Dos 3.094 condados/cidades independentes, Roosevelt venceu em 1.947 (62,93%), enquanto Willkie teve 1.147 (37,07%).
Como o resultado, Roosevelt se tornou o segundo dos três únicos presidentes na história dos Estados Unidos a ganhar a reeleição com uma porcentagem menor tanto do voto eleitoral quanto do voto popular do que na eleição anterior, precedida por James Madison em 1812 e seguida por Barack Obama em 2012. Andrew Jackson em 1832 e Grover Cleveland em 1892 receberam mais votos eleitorais, mas menos votos populares, enquanto Woodrow Wilson em 1916 recebeu mais votos populares, mas menos votos eleitorais.
| Resultado geral da eleição presidencial dos Estados Unidos de 1940 | Resultado geral da eleição presidencial dos Estados Unidos de 1940 | Resultado geral da eleição presidencial dos Estados Unidos de 1940 | Resultado geral da eleição presidencial dos Estados Unidos de 1940 | Resultado geral da eleição presidencial dos Estados Unidos de 1940 | Resultado geral da eleição presidencial dos Estados Unidos de 1940 | Resultado geral da eleição presidencial dos Estados Unidos de 1940 | Resultado geral da eleição presidencial dos Estados Unidos de 1940 | Resultado geral da eleição presidencial dos Estados Unidos de 1940 |
| Candidato a presidente                                             | Estado de origem                                                   | Candidato a vice-presidente                                        | Estado de origem                                                   | Partido                                                            | Partido                                                            | Voto popular                                                       | Voto popular                                                       | Colégio Eleitoral                                                  |
| Candidato a presidente                                             | Estado de origem                                                   | Candidato a vice-presidente                                        | Estado de origem                                                   | Partido                                                            | Partido                                                            | Votos                                                              | Porcentagem                                                        | Colégio Eleitoral                                                  |
| ------------------------------------------------------------------ | ------------------------------------------------------------------ | ------------------------------------------------------------------ | ------------------------------------------------------------------ | ------------------------------------------------------------------ | ------------------------------------------------------------------ | ------------------------------------------------------------------ | ------------------------------------------------------------------ | ------------------------------------------------------------------ |
| Franklin D. Roosevelt                                              | Nova Iorque                                                        | Henry A. Wallace                                                   | Iowa                                                               |                                                                    | Democrata                                                          | 27.313.945                                                         | 54,74%                                                             | 449                                                                |
| Wendell Willkie                                                    | Nova Iorque                                                        | Charles L. McNary                                                  | Oregon                                                             |                                                                    | Republicano                                                        | 22.347.744                                                         | 44,78%                                                             | 82                                                                 |
| Norman Thomas                                                      | Nova Iorque                                                        | Maynard C. Krueger                                                 | Illinois                                                           |                                                                    | Socialista                                                         | 116.599                                                            | 0,23%                                                              | 0                                                                  |
| Roger Babson                                                       | Massachusetts                                                      | Edgar Moorman                                                      | Illinois                                                           |                                                                    | Proibição                                                          | 57.903                                                             | 0,12%                                                              | 0                                                                  |
| Earl Browder                                                       | Kansas                                                             | James Ford                                                         | Nova Iorque                                                        |                                                                    | Comunista                                                          | 48.557                                                             | 0,10%                                                              | 0                                                                  |
| John W. Aiken                                                      | Connecticut                                                        | Aaron M. Orange                                                    | Nova Iorque                                                        |                                                                    | Trabalhista-Socialista                                             | 14.883                                                             | 0,03%                                                              | 0                                                                  |
| Outros                                                             | Outros                                                             | Outros                                                             | Outros                                                             | Outros                                                             | Outros                                                             | 2.482                                                              | 0,00%                                                              | 0                                                                  |
| Total                                                              | Total                                                              | Total                                                              | Total                                                              | Total                                                              | Total                                                              | 49.902.113                                                         | 100%                                                               | 531                                                                |
| Necessários para vencer                                            | Necessários para vencer                                            | Necessários para vencer                                            | Necessários para vencer                                            | Necessários para vencer                                            | Necessários para vencer                                            | Necessários para vencer                                            | Necessários para vencer                                            | 266                                                                |

| Resultados por estado da eleição presidencial dos Estados Unidos de 1940 | Resultados por estado da eleição presidencial dos Estados Unidos de 1940 | Resultados por estado da eleição presidencial dos Estados Unidos de 1940 | Resultados por estado da eleição presidencial dos Estados Unidos de 1940 | Resultados por estado da eleição presidencial dos Estados Unidos de 1940 | Resultados por estado da eleição presidencial dos Estados Unidos de 1940 | Resultados por estado da eleição presidencial dos Estados Unidos de 1940 | Resultados por estado da eleição presidencial dos Estados Unidos de 1940 | Resultados por estado da eleição presidencial dos Estados Unidos de 1940 | Resultados por estado da eleição presidencial dos Estados Unidos de 1940 | Resultados por estado da eleição presidencial dos Estados Unidos de 1940 | Resultados por estado da eleição presidencial dos Estados Unidos de 1940 | Resultados por estado da eleição presidencial dos Estados Unidos de 1940 | Resultados por estado da eleição presidencial dos Estados Unidos de 1940 | Resultados por estado da eleição presidencial dos Estados Unidos de 1940 | Resultados por estado da eleição presidencial dos Estados Unidos de 1940 |  |
| ------------------------------------------------------------------------ | ------------------------------------------------------------------------ | ------------------------------------------------------------------------ | ------------------------------------------------------------------------ | ------------------------------------------------------------------------ | ------------------------------------------------------------------------ | ------------------------------------------------------------------------ | ------------------------------------------------------------------------ | ------------------------------------------------------------------------ | ------------------------------------------------------------------------ | ------------------------------------------------------------------------ | ------------------------------------------------------------------------ | ------------------------------------------------------------------------ | ------------------------------------------------------------------------ | ------------------------------------------------------------------------ | ------------------------------------------------------------------------ |  |
|                                                                          |                                                                          | Franklin Roosevelt Democrata                                             | Franklin Roosevelt Democrata                                             | Franklin Roosevelt Democrata                                             | Wendell Willkie Republicano                                              | Wendell Willkie Republicano                                              | Wendell Willkie Republicano                                              | Outro                                                                    | Outro                                                                    | Outro                                                                    | Total por estado                                                         | Total por estado                                                         |                                                                          |                                                                          |                                                                          |  |
| Estado                                                                   | Votos do Colégio Eleitoral                                               | Votos populares                                                          | %                                                                        | Votos do Colégio Eleitoral                                               | Votos populares                                                          | %                                                                        | Votos do Colégio Eleitoral                                               | Votos populares                                                          | %                                                                        | Votos do Colégio Eleitoral                                               | Votos populares                                                          | Sigla                                                                    |                                                                          |                                                                          |                                                                          |  |
| Alabama                                                                  | 11                                                                       | 250,726                                                                  | 85.2                                                                     | 11                                                                       | 42,184                                                                   | 14.3                                                                     | -                                                                        | 1,309                                                                    | 0.4                                                                      | -                                                                        | 294,219                                                                  | AL                                                                       |                                                                          |                                                                          |                                                                          |  |
| Arizona                                                                  | 3                                                                        | 95,267                                                                   | 63.5                                                                     | 3                                                                        | 54,030                                                                   | 36.0                                                                     | -                                                                        | 742                                                                      | 0.5                                                                      | -                                                                        | 150,039                                                                  | AZ                                                                       |                                                                          |                                                                          |                                                                          |  |
| Arkansas                                                                 | 9                                                                        | 158,622                                                                  | 79.0                                                                     | 9                                                                        | 42,121                                                                   | 21.0                                                                     | -                                                                        | sem votos                                                                | sem votos                                                                | sem votos                                                                | 200,743                                                                  | AR                                                                       |                                                                          |                                                                          |                                                                          |  |
| Califórnia                                                               | 22                                                                       | 1,877,618                                                                | 57.4                                                                     | 22                                                                       | 1,351,419                                                                | 41.3                                                                     | -                                                                        | 39,754                                                                   | 1.2                                                                      | -                                                                        | 3,268,791                                                                | CA                                                                       |                                                                          |                                                                          |                                                                          |  |
| Colorado                                                                 | 6                                                                        | 265,554                                                                  | 48.4                                                                     | -                                                                        | 279,576                                                                  | 50.9                                                                     | 6                                                                        | 3,874                                                                    | 0.7                                                                      | -                                                                        | 549,004                                                                  | CO                                                                       |                                                                          |                                                                          |                                                                          |  |
| Connecticut                                                              | 8                                                                        | 417,621                                                                  | 53.4                                                                     | 8                                                                        | 361,819                                                                  | 46.3                                                                     | -                                                                        | 2,062                                                                    | 0.3                                                                      | -                                                                        | 781,502                                                                  | CT                                                                       |                                                                          |                                                                          |                                                                          |  |
| Delaware                                                                 | 3                                                                        | 74,599                                                                   | 54.7                                                                     | 3                                                                        | 61,440                                                                   | 45.1                                                                     | -                                                                        | 335                                                                      | 0.3                                                                      | -                                                                        | 136,374                                                                  | DE                                                                       |                                                                          |                                                                          |                                                                          |  |
| Flórida                                                                  | 7                                                                        | 359,334                                                                  | 74.0                                                                     | 7                                                                        | 126,158                                                                  | 26.0                                                                     | -                                                                        | sem votos                                                                | sem votos                                                                | sem votos                                                                | 485,492                                                                  | FL                                                                       |                                                                          |                                                                          |                                                                          |  |
| Geórgia                                                                  | 12                                                                       | 265,194                                                                  | 84.9                                                                     | 12                                                                       | 46,360                                                                   | 14.8                                                                     | -                                                                        | 997                                                                      | 0.3                                                                      | -                                                                        | 312,551                                                                  | GA                                                                       |                                                                          |                                                                          |                                                                          |  |
| Idaho                                                                    | 4                                                                        | 127,842                                                                  | 54.4                                                                     | 4                                                                        | 106,553                                                                  | 45.3                                                                     | -                                                                        | 773                                                                      | 0.3                                                                      | -                                                                        | 235,168                                                                  | ID                                                                       |                                                                          |                                                                          |                                                                          |  |
| Illinois                                                                 | 29                                                                       | 2,149,934                                                                | 51.0                                                                     | 29                                                                       | 2,047,240                                                                | 48.5                                                                     | -                                                                        | 20,761                                                                   | 0.5                                                                      | -                                                                        | 4,217,935                                                                | IL                                                                       |                                                                          |                                                                          |                                                                          |  |
| Indiana                                                                  | 14                                                                       | 874,063                                                                  | 49.0                                                                     | -                                                                        | 899,466                                                                  | 50.5                                                                     | 14                                                                       | 9,218                                                                    | 0.5                                                                      | -                                                                        | 1,782,747                                                                | IN                                                                       |                                                                          |                                                                          |                                                                          |  |
| Iowa                                                                     | 11                                                                       | 578,800                                                                  | 47.6                                                                     | -                                                                        | 632,370                                                                  | 52.0                                                                     | 11                                                                       | 4,260                                                                    | 0.4                                                                      | -                                                                        | 1,215,430                                                                | IA                                                                       |                                                                          |                                                                          |                                                                          |  |
| Kansas                                                                   | 9                                                                        | 364,725                                                                  | 42.4                                                                     | -                                                                        | 489,169                                                                  | 56.7                                                                     | 9                                                                        | 6,403                                                                    | 0.7                                                                      | -                                                                        | 860,297                                                                  | KS                                                                       |                                                                          |                                                                          |                                                                          |  |
| Kentucky                                                                 | 11                                                                       | 557,222                                                                  | 57.4                                                                     | 11                                                                       | 410,384                                                                  | 42.3                                                                     | -                                                                        | 2,457                                                                    | 0.3                                                                      | -                                                                        | 970,063                                                                  | KY                                                                       |                                                                          |                                                                          |                                                                          |  |
| Louisiana                                                                | 10                                                                       | 319,751                                                                  | 85.9                                                                     | 10                                                                       | 52,446                                                                   | 14.1                                                                     | -                                                                        | 108                                                                      | 0.0                                                                      | -                                                                        | 372,305                                                                  | LA                                                                       |                                                                          |                                                                          |                                                                          |  |
| Maine                                                                    | 5                                                                        | 156,478                                                                  | 48.8                                                                     | -                                                                        | 163,951                                                                  | 51.1                                                                     | 5                                                                        | 411                                                                      | 0.1                                                                      | -                                                                        | 320,840                                                                  | ME                                                                       |                                                                          |                                                                          |                                                                          |  |
| Maryland                                                                 | 8                                                                        | 384,546                                                                  | 58.3                                                                     | 8                                                                        | 269,534                                                                  | 40.8                                                                     | -                                                                        | 6,037                                                                    | 0.9                                                                      | -                                                                        | 660,117                                                                  | MD                                                                       |                                                                          |                                                                          |                                                                          |  |
| Massachusetts                                                            | 17                                                                       | 1,076,522                                                                | 53.1                                                                     | 17                                                                       | 939,700                                                                  | 46.4                                                                     | -                                                                        | 10,771                                                                   | 0.5                                                                      | -                                                                        | 2,026,993                                                                | MA                                                                       |                                                                          |                                                                          |                                                                          |  |
| Michigan                                                                 | 19                                                                       | 1,032,991                                                                | 49.5                                                                     | -                                                                        | 1,039,917                                                                | 49.9                                                                     | 19                                                                       | 13,021                                                                   | 0.6                                                                      | -                                                                        | 2,085,929                                                                | MI                                                                       |                                                                          |                                                                          |                                                                          |  |
| Minnesota                                                                | 11                                                                       | 644,196                                                                  | 51.4                                                                     | 11                                                                       | 596,274                                                                  | 47.7                                                                     | -                                                                        | 10,718                                                                   | 0.9                                                                      | -                                                                        | 1,251,188                                                                | MN                                                                       |                                                                          |                                                                          |                                                                          |  |
| Mississippi                                                              | 9                                                                        | 168,267                                                                  | 95.7                                                                     | 9                                                                        | 7,364                                                                    | 4.2                                                                      | -                                                                        | 193                                                                      | 0.1                                                                      | -                                                                        | 175,824                                                                  | MS                                                                       |                                                                          |                                                                          |                                                                          |  |
| Missouri                                                                 | 15                                                                       | 958,476                                                                  | 52.3                                                                     | 15                                                                       | 871,009                                                                  | 47.5                                                                     | -                                                                        | 4,244                                                                    | 0.2                                                                      | -                                                                        | 1,833,729                                                                | MO                                                                       |                                                                          |                                                                          |                                                                          |  |
| Montana                                                                  | 4                                                                        | 145,698                                                                  | 58.8                                                                     | 4                                                                        | 99,579                                                                   | 40.2                                                                     | -                                                                        | 2,596                                                                    | 1.1                                                                      | -                                                                        | 247,873                                                                  | MT                                                                       |                                                                          |                                                                          |                                                                          |  |
| Nebraska                                                                 | 7                                                                        | 263,677                                                                  | 42.8                                                                     | -                                                                        | 352,201                                                                  | 57.2                                                                     | 7                                                                        | sem votos                                                                | sem votos                                                                | sem votos                                                                | 615,878                                                                  | NE                                                                       |                                                                          |                                                                          |                                                                          |  |
| Nevada                                                                   | 3                                                                        | 31,945                                                                   | 60.1                                                                     | 3                                                                        | 21,229                                                                   | 39.9                                                                     | -                                                                        | sem votos                                                                | sem votos                                                                | sem votos                                                                | 53,174                                                                   | NV                                                                       |                                                                          |                                                                          |                                                                          |  |
| Nova Hampshire                                                           | 4                                                                        | 125,292                                                                  | 53.2                                                                     | 4                                                                        | 110,127                                                                  | 46.8                                                                     | -                                                                        | sem votos                                                                | sem votos                                                                | sem votos                                                                | 235,419                                                                  | NH                                                                       |                                                                          |                                                                          |                                                                          |  |
| Nova Jersey                                                              | 16                                                                       | 1,016,404                                                                | 51.5                                                                     | 16                                                                       | 944,876                                                                  | 47.9                                                                     | -                                                                        | 12,934                                                                   | 0.7                                                                      | -                                                                        | 1,974,214                                                                | NJ                                                                       |                                                                          |                                                                          |                                                                          |  |
| Novo México                                                              | 3                                                                        | 103,699                                                                  | 56.6                                                                     | 3                                                                        | 79,315                                                                   | 43.3                                                                     | -                                                                        | 244                                                                      | 0.1                                                                      | -                                                                        | 183,258                                                                  | NM                                                                       |                                                                          |                                                                          |                                                                          |  |
| Nova Iorque                                                              | 47                                                                       | 3,251,918                                                                | 51.6                                                                     | 47                                                                       | 3,027,478                                                                | 48.0                                                                     | -                                                                        | 22,200                                                                   | 0.4                                                                      | -                                                                        | 6,301,596                                                                | NY                                                                       |                                                                          |                                                                          |                                                                          |  |
| Carolina do Norte                                                        | 13                                                                       | 609,015                                                                  | 74.0                                                                     | 13                                                                       | 213,633                                                                  | 26.0                                                                     | -                                                                        | sem votos                                                                | sem votos                                                                | sem votos                                                                | 822,648                                                                  | NC                                                                       |                                                                          |                                                                          |                                                                          |  |
| Dakota do Norte                                                          | 4                                                                        | 124,036                                                                  | 44.2                                                                     | -                                                                        | 154,590                                                                  | 55.0                                                                     | 4                                                                        | 2,149                                                                    | 0.8                                                                      | -                                                                        | 280,775                                                                  | ND                                                                       |                                                                          |                                                                          |                                                                          |  |
| Ohio                                                                     | 26                                                                       | 1,733,139                                                                | 52.2                                                                     | 26                                                                       | 1,586,773                                                                | 47.8                                                                     | -                                                                        | sem votos                                                                | sem votos                                                                | sem votos                                                                | 3,319,912                                                                | OH                                                                       |                                                                          |                                                                          |                                                                          |  |
| Oklahoma                                                                 | 11                                                                       | 474,313                                                                  | 57.4                                                                     | 11                                                                       | 348,872                                                                  | 42.2                                                                     | -                                                                        | 3,027                                                                    | 0.4                                                                      | -                                                                        | 826,212                                                                  | OK                                                                       |                                                                          |                                                                          |                                                                          |  |
| Oregon                                                                   | 5                                                                        | 258,415                                                                  | 53.7                                                                     | 5                                                                        | 219,555                                                                  | 45.6                                                                     | -                                                                        | 3,270                                                                    | 0.7                                                                      | -                                                                        | 481,240                                                                  | OR                                                                       |                                                                          |                                                                          |                                                                          |  |
| Pensilvânia                                                              | 36                                                                       | 2,171,035                                                                | 53.2                                                                     | 36                                                                       | 1,889,848                                                                | 46.3                                                                     | -                                                                        | 17,831                                                                   | 0.4                                                                      | -                                                                        | 4,078,714                                                                | PA                                                                       |                                                                          |                                                                          |                                                                          |  |
| Rhode Island                                                             | 4                                                                        | 182,182                                                                  | 56.7                                                                     | 4                                                                        | 138,653                                                                  | 43.2                                                                     | -                                                                        | 313                                                                      | 0.1                                                                      | -                                                                        | 321,148                                                                  | RI                                                                       |                                                                          |                                                                          |                                                                          |  |
| Carolina do Sul                                                          | 8                                                                        | 95,470                                                                   | 95.6                                                                     | 8                                                                        | 4,360                                                                    | 4.4                                                                      | -                                                                        | 2                                                                        | 0.0                                                                      | -                                                                        | 99,832                                                                   | SC                                                                       |                                                                          |                                                                          |                                                                          |  |
| Dakota do Sul                                                            | 4                                                                        | 131,362                                                                  | 42.6                                                                     | -                                                                        | 177,065                                                                  | 57.4                                                                     | 4                                                                        | sem votos                                                                | sem votos                                                                | sem votos                                                                | 308,427                                                                  | SD                                                                       |                                                                          |                                                                          |                                                                          |  |
| Tennessee                                                                | 11                                                                       | 351,601                                                                  | 67.3                                                                     | 11                                                                       | 169,153                                                                  | 32.4                                                                     | -                                                                        | 2,069                                                                    | 0.4                                                                      | -                                                                        | 522,823                                                                  | TN                                                                       |                                                                          |                                                                          |                                                                          |  |
| Texas                                                                    | 23                                                                       | 909,974                                                                  | 80.9                                                                     | 23                                                                       | 212,692                                                                  | 18.9                                                                     | -                                                                        | 1,865                                                                    | 0.2                                                                      | -                                                                        | 1,124,531                                                                | TX                                                                       |                                                                          |                                                                          |                                                                          |  |
| Utah                                                                     | 4                                                                        | 154,277                                                                  | 62.3                                                                     | 4                                                                        | 93,151                                                                   | 37.6                                                                     | -                                                                        | 391                                                                      | 0.2                                                                      | -                                                                        | 247,819                                                                  | UT                                                                       |                                                                          |                                                                          |                                                                          |  |
| Vermont                                                                  | 3                                                                        | 64,269                                                                   | 44.9                                                                     | -                                                                        | 78,371                                                                   | 54.8                                                                     | 3                                                                        | 422                                                                      | 0.3                                                                      | -                                                                        | 143,062                                                                  | VT                                                                       |                                                                          |                                                                          |                                                                          |  |
| Virgínia                                                                 | 11                                                                       | 235,961                                                                  | 68.1                                                                     | 11                                                                       | 109,363                                                                  | 31.6                                                                     | -                                                                        | 1,283                                                                    | 0.4                                                                      | -                                                                        | 346,607                                                                  | VA                                                                       |                                                                          |                                                                          |                                                                          |  |
| Washington                                                               | 8                                                                        | 462,145                                                                  | 58.2                                                                     | 8                                                                        | 322,123                                                                  | 40.6                                                                     | -                                                                        | 9,565                                                                    | 1.2                                                                      | -                                                                        | 793,833                                                                  | WA                                                                       |                                                                          |                                                                          |                                                                          |  |
| Virgínia Ocidental                                                       | 8                                                                        | 495,662                                                                  | 57.1                                                                     | 8                                                                        | 372,414                                                                  | 42.9                                                                     | -                                                                        | sem votos                                                                | sem votos                                                                | sem votos                                                                | 868,076                                                                  | WV                                                                       |                                                                          |                                                                          |                                                                          |  |
| Wisconsin                                                                | 12                                                                       | 704,821                                                                  | 50.2                                                                     | 12                                                                       | 679,206                                                                  | 48.3                                                                     | -                                                                        | 21,495                                                                   | 1.5                                                                      | -                                                                        | 1,405,522                                                                | WI                                                                       |                                                                          |                                                                          |                                                                          |  |
| Wyoming                                                                  | 3                                                                        | 59,287                                                                   | 52.8                                                                     | 3                                                                        | 52,633                                                                   | 46.9                                                                     | -                                                                        | 320                                                                      | 0.3                                                                      | -                                                                        | 112,240                                                                  | WY                                                                       |                                                                          |                                                                          |                                                                          |  |
| TOTAL:                                                                   | 531                                                                      | 27,313,945                                                               | 54.7                                                                     | 449                                                                      | 22,347,744                                                               | 44.8                                                                     | 82                                                                       | 240,424                                                                  | 0.5                                                                      | -                                                                        | 49,902,113                                                               |                                                                          |                                                                          |                                                                          |                                                                          |  |
| PARA VENCER:                                                             | 266                                                                      |                                                                          |                                                                          |                                                                          |                                                                          |                                                                          |                                                                          |                                                                          |                                                                          |                                                                          |                                                                          |                                                                          |                                                                          |                                                                          |                                                                          |  |